# Zone immobilière de Maastricht-Meerssen
La zone immobilière de Maastricht - Meerssen (en néerlandais Landgoederenzone Maastricht - Meerssen) est une zone où se trouve un grand nombre de domaines et de propriétés, située dans l'arrondissement nord-est de Maastricht et au sud de Meerssen.

## Création
La zone a été créé afin de favoriser son développement futur, notamment en intégrant des espaces naturels et culturels. Ces projets impliquent de nombreux investissement car la zone est traversée par le canal Juliana, l'autoroute A2, la ligne Maastricht - Venlo et la ligne Aix-la-Chapelle - Maastricht. Par ailleurs, le quartier industriel de Beatrixhaven borde la zone.

## Caractéristiques
La région se caractérise par ses rivières et ruisseau (la Meuse, la Gueule et le Kanjel), les forêts, les prairies et une vingtaine de châteaux, demeures historiques et moulins à eau. Certains de ces bâtiments appartiennent à l'industriel maastrichtois Petrus Regout et à ses descendants.

## Propriétés concernées

### Maastricht
- Amby :
  - Hoeve Withuishof
  - Hoeve Gravenhof
  - Maison Severen
  - Hoeve Hagenhof (aussi : « Tiendschuur van Amby »)
  - Château Geusselt
- Nazareth:
  - les domaines de Mariënwaard dont :
    - La Grande Suisse (Château Mariënwaard)
    - La Petite Suisse (Villa Kanjel)

  - Villa Kruisdonk
- Limmel :
  - Château Bethléem
  - Château Jérusalem
- Meerssenhoven :
  - Château Vaeshartelt, avec la :
    - Villa du petit Vaeshartelt

  - Château Meerssenhoven
- Itteren[N 1] :
  - Hoeve Hartelstein
- Borgharen[N 1] :
  - Château Borgharen
  - Hoeve Wiegershof

### Meerssen
À Meerssen, la zone inclut :
- Weert :
  - Hoeve Weerterhof
  - Villa Zonnevang
- Rothem :
  - Moulin à eau IJzeren

## Galerie

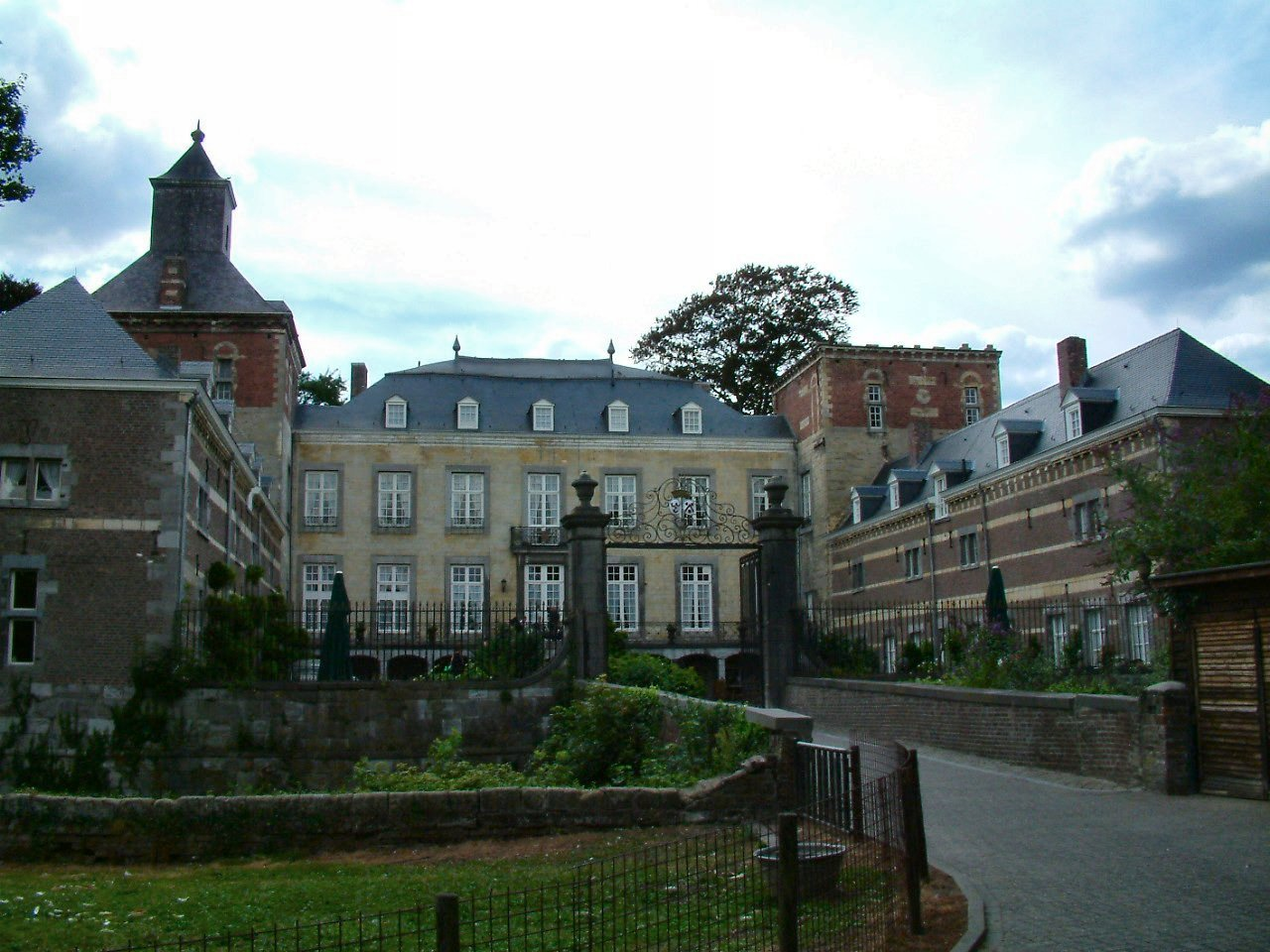
Château Borgharen
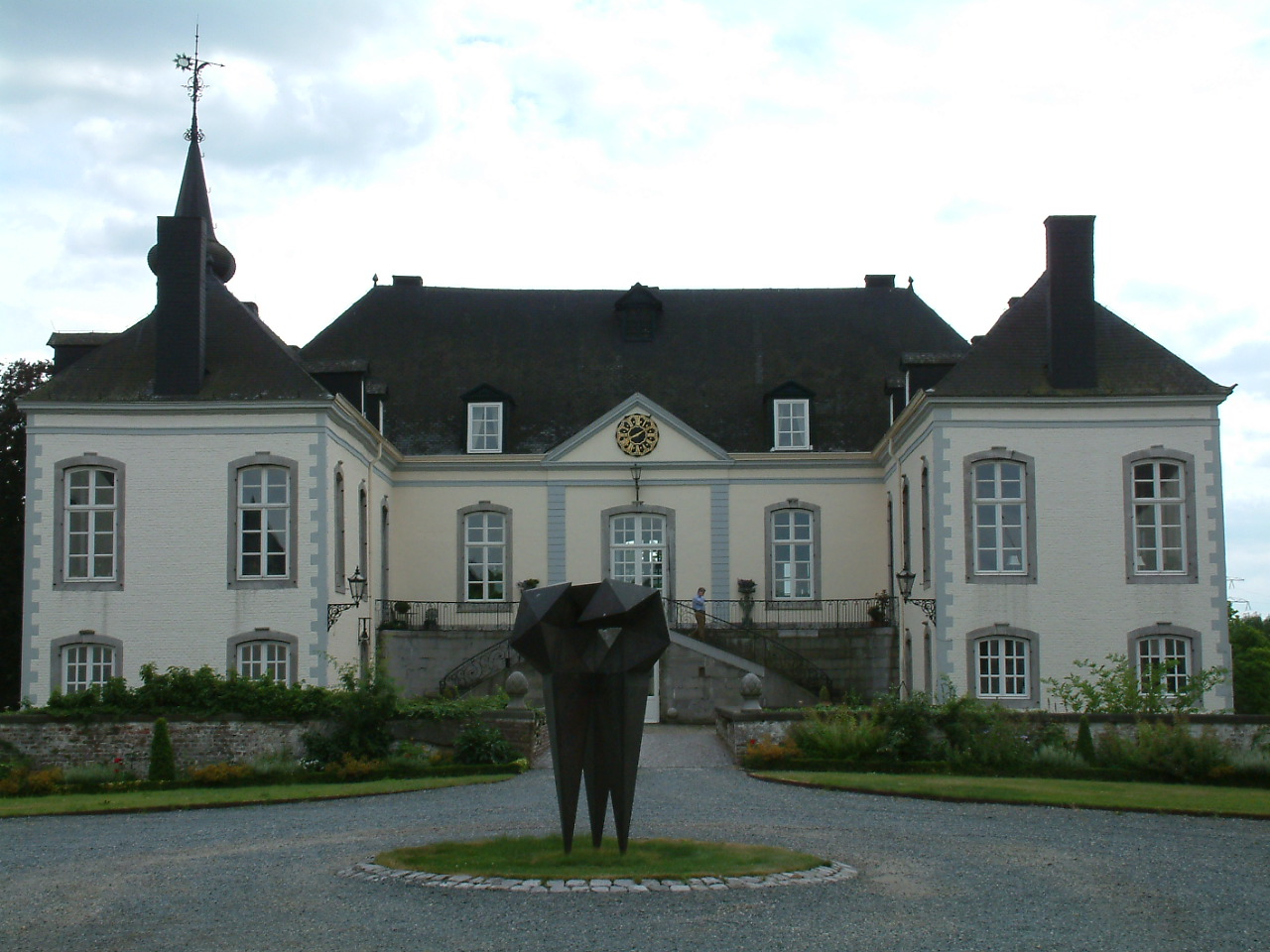
Meerssenhoven
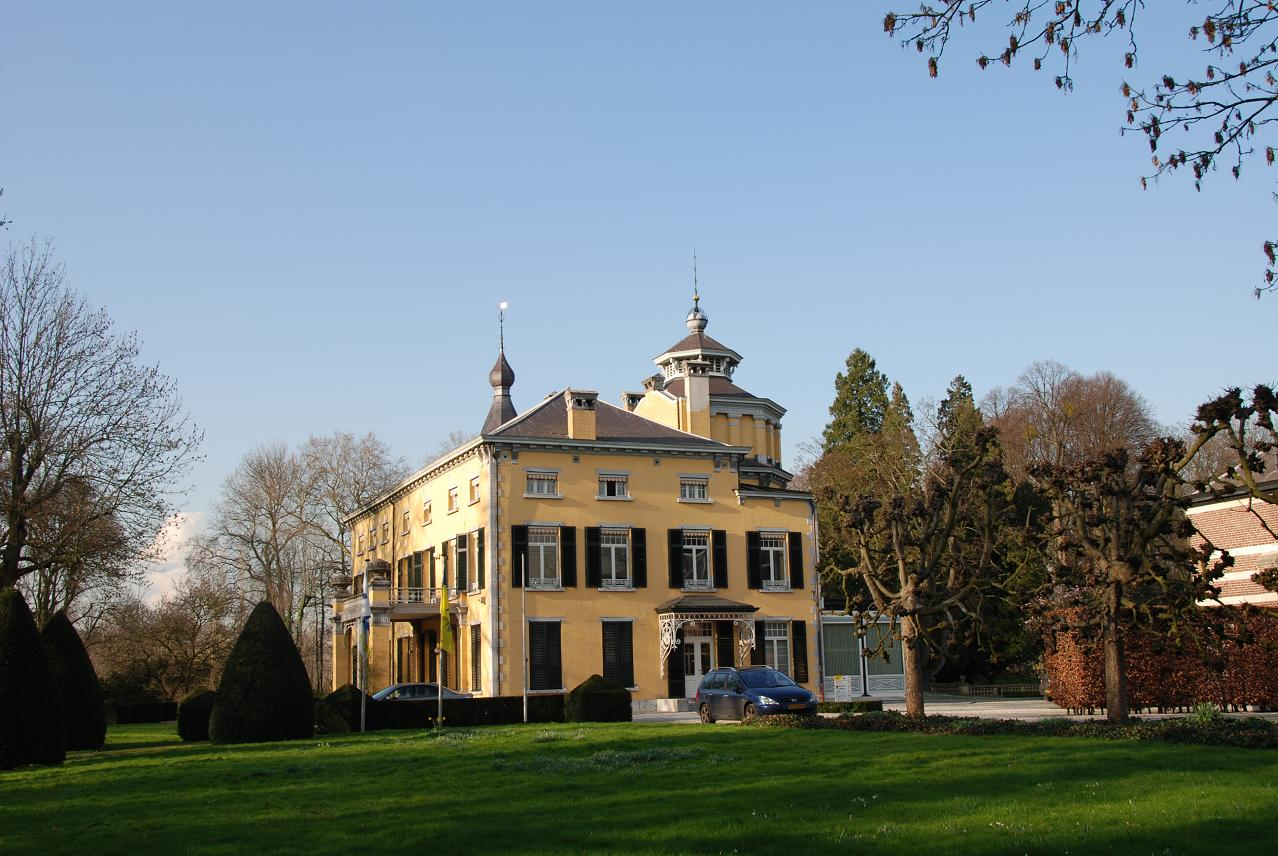
Villa Kruisdonk
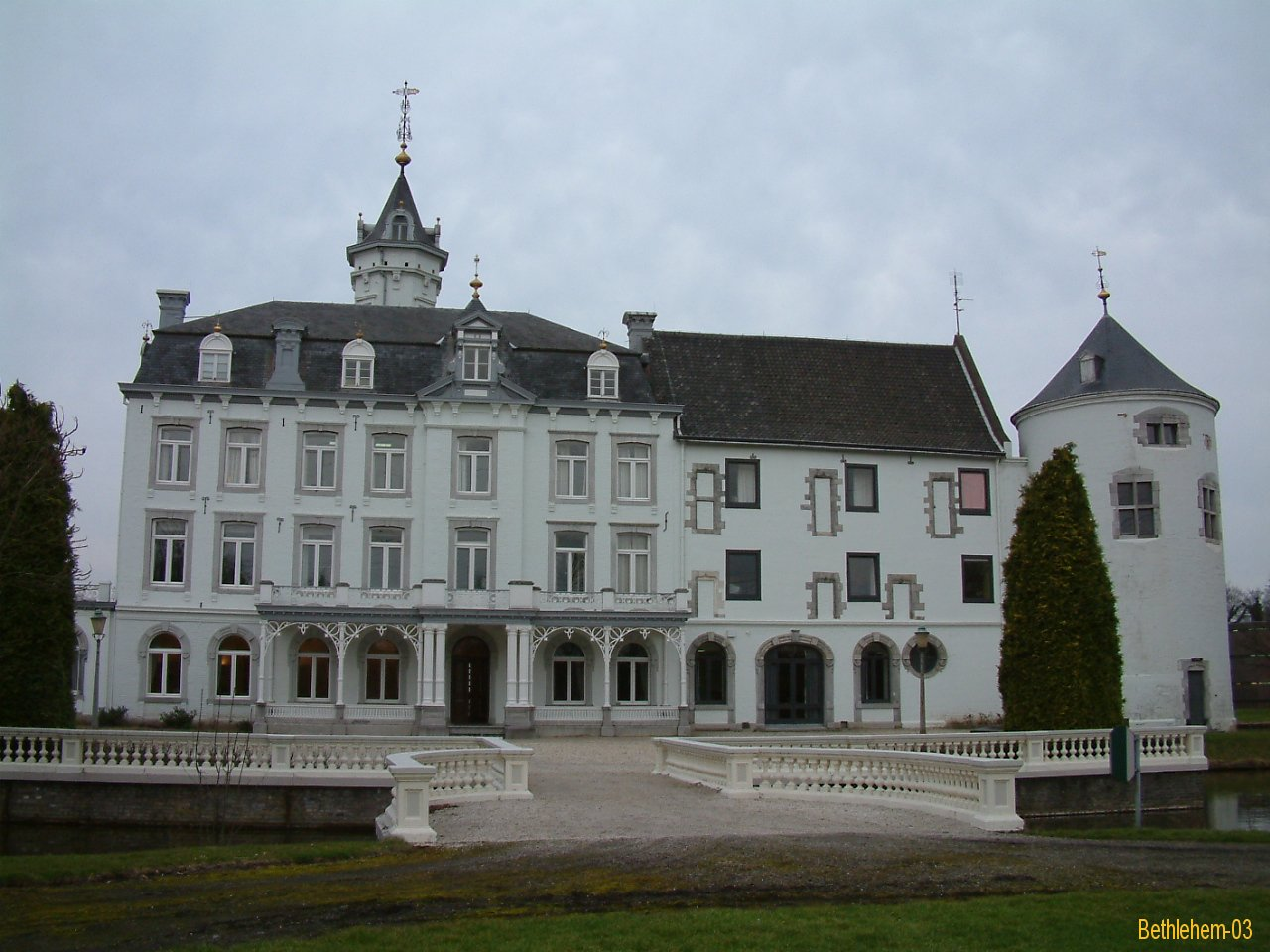
Château Bethléem
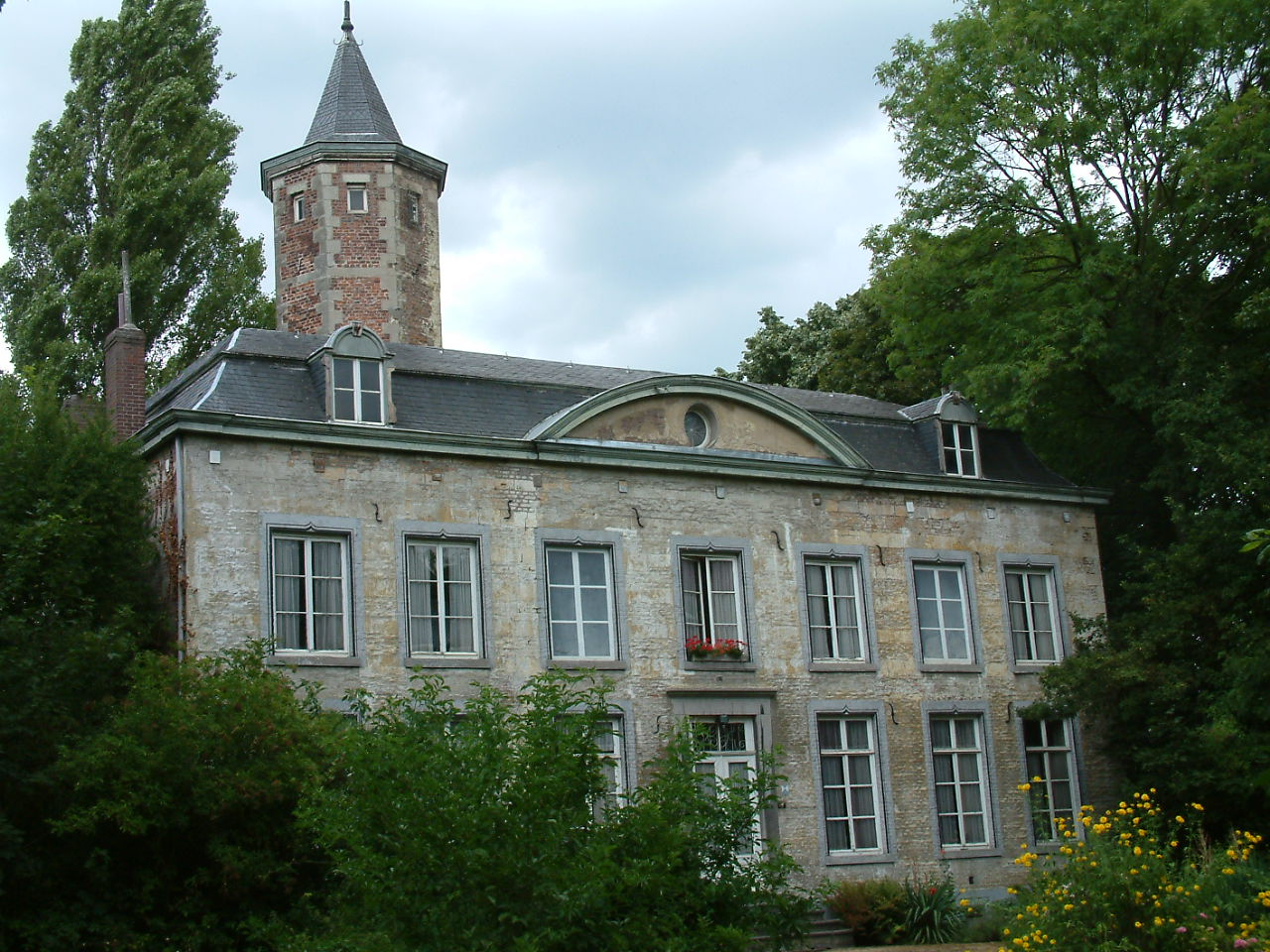
Château Jérusalem
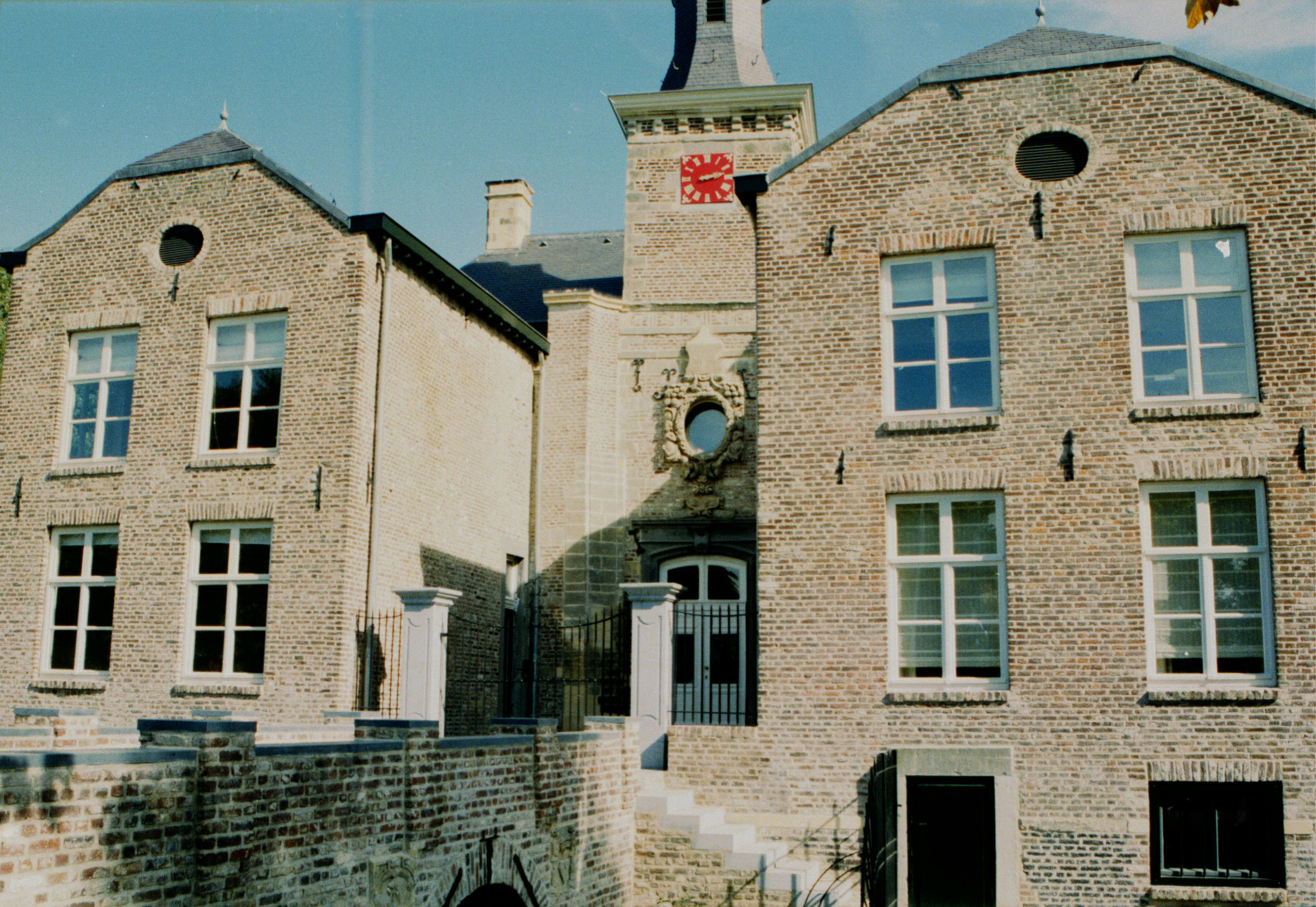
Château Geusselt
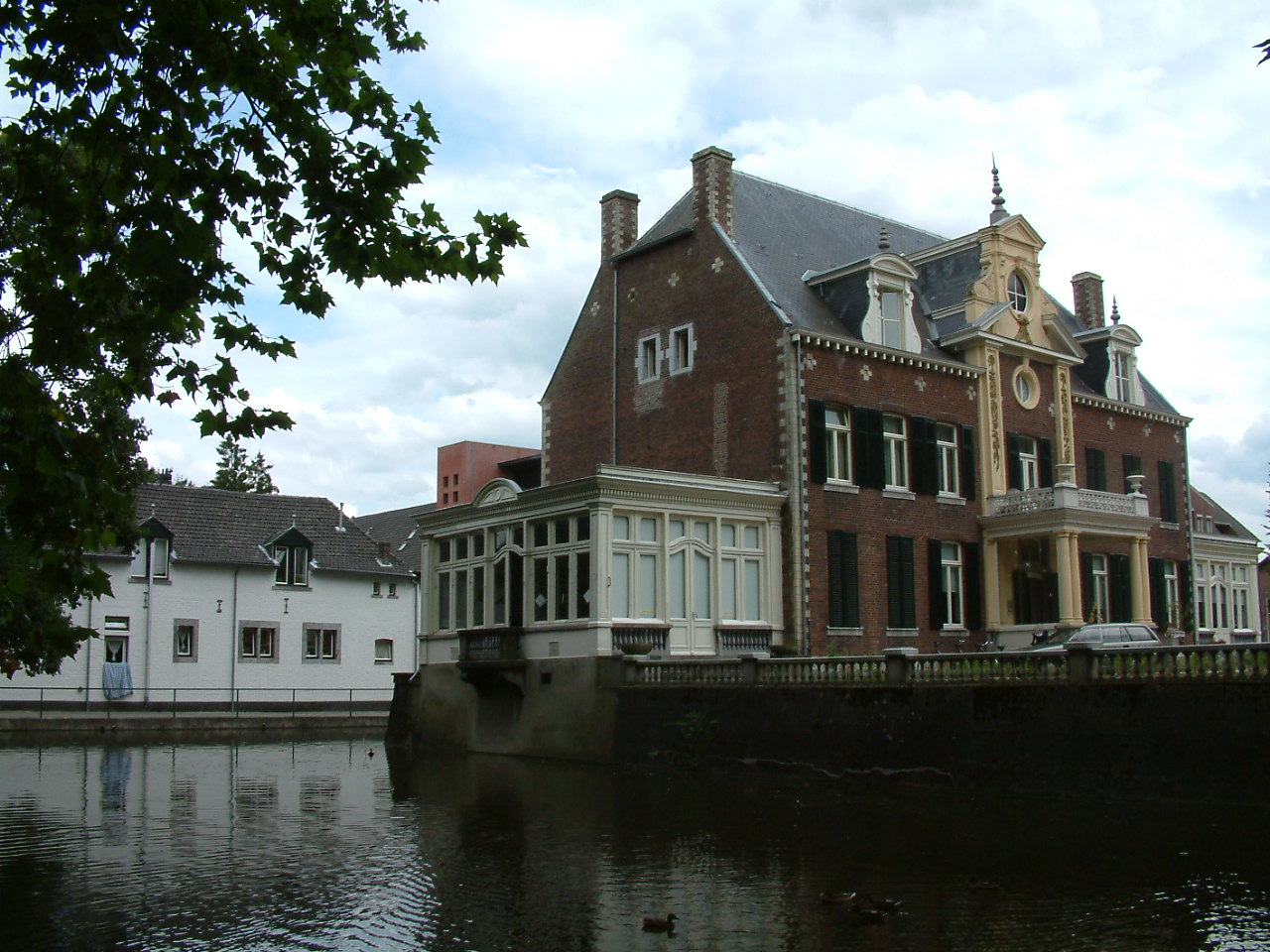
Maison Severen
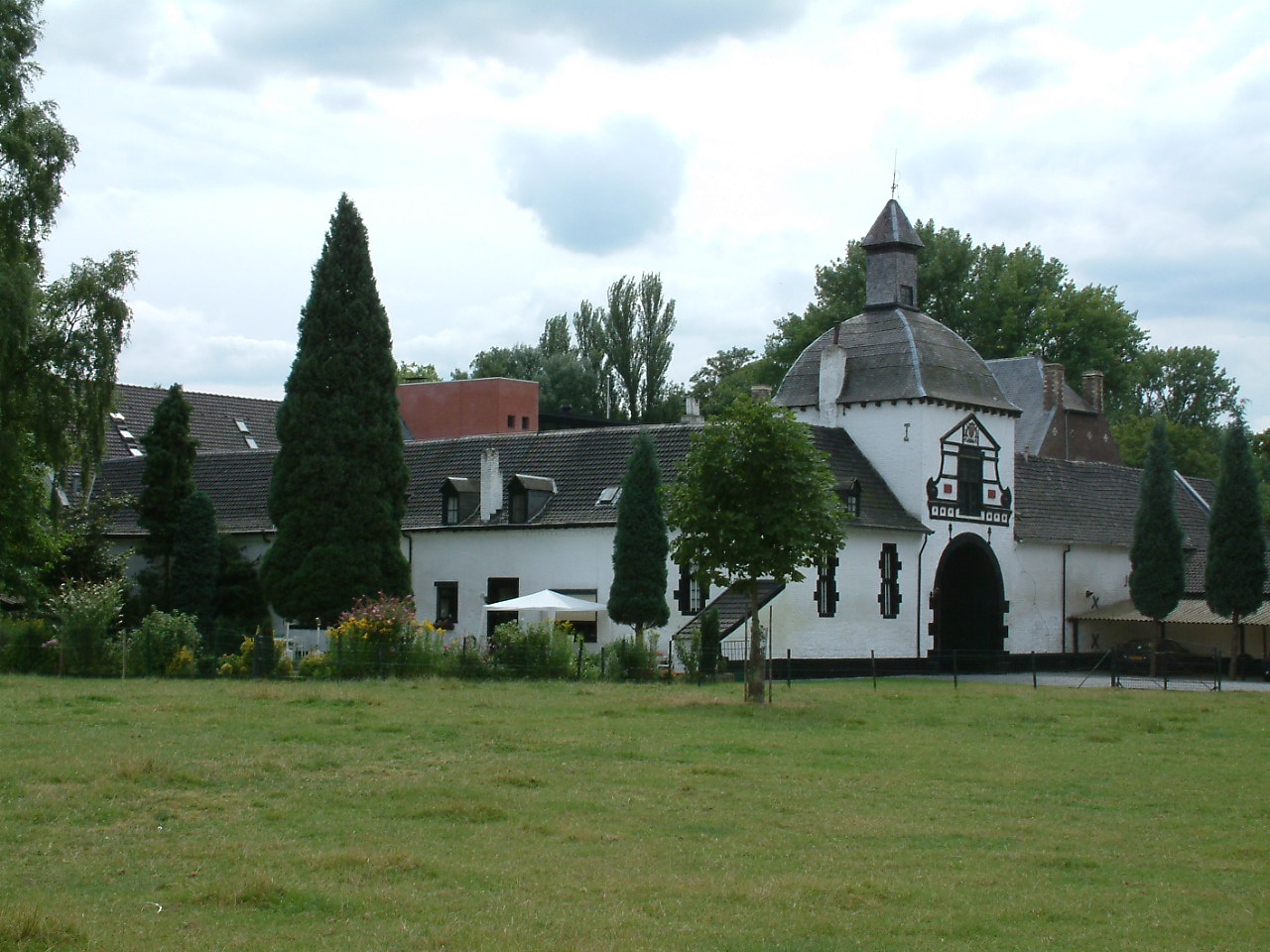
Hoeve Severen
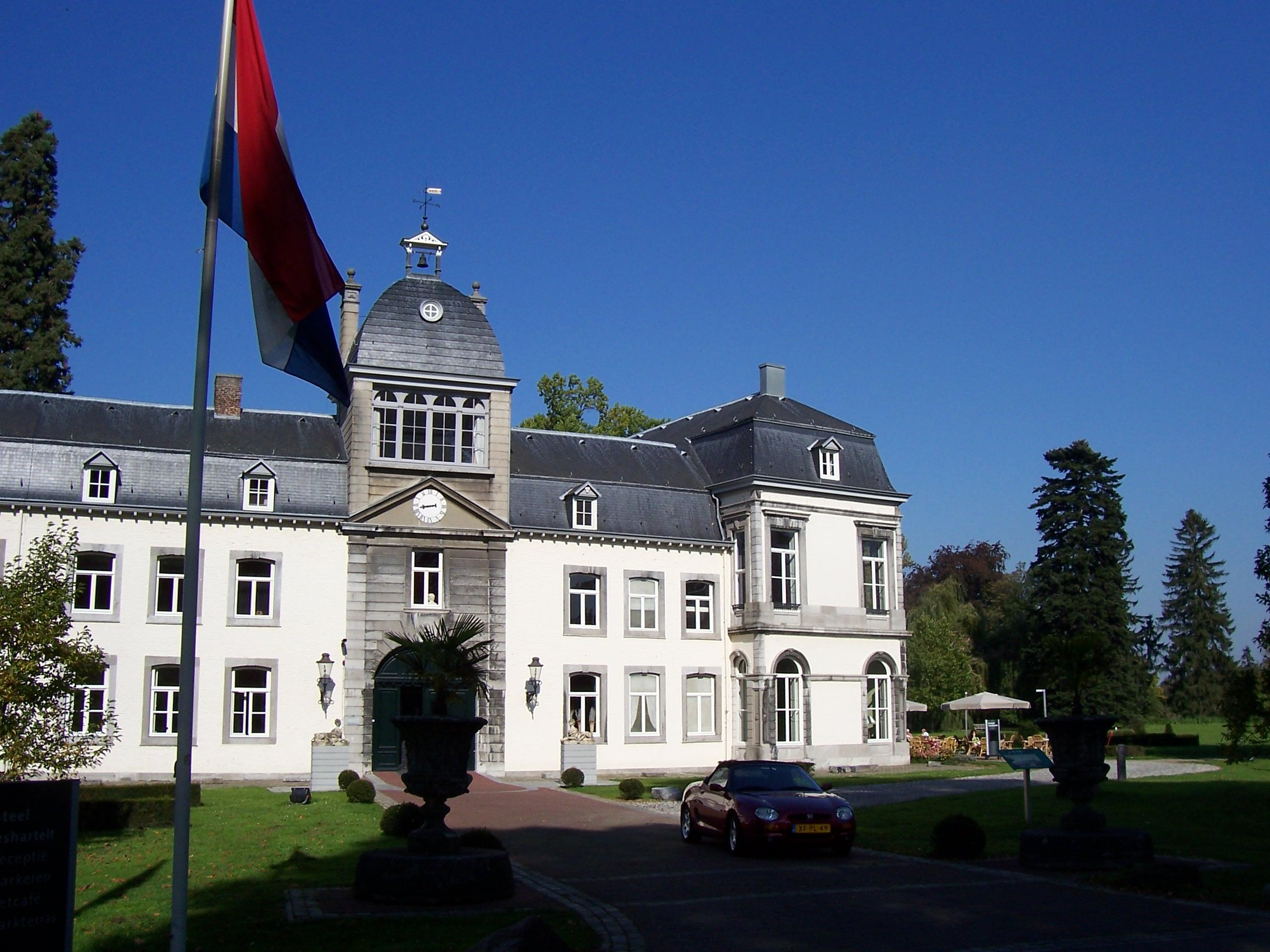
Château Vaeshartelt